# Lobocleta rubridentata
Lobocleta rubridentata là một loài bướm đêm trong họ Geometridae.